# تور هوسهوفد
تور هوسهوفد (بالنرويجية: Thor Hushovd‏) مواليد 18 يناير 1978 في غريمستاد، أوست أغدر، النرويج، هو دراج نرويجي في صنف سباق الدراجات على الطريق. شارك في دورة الألعاب الأولمبية الصيفية.

## سجل النتائج

### سباقات أو مراحل فاز بها
| التاريخ        | السباق                                     | المركز                               |
| -------------- | ------------------------------------------ | ------------------------------------ |
| 01 يناير 1998  | سباق الزمن تحت 23 سنة في بطولة العالم 1998 | الفائز في التصنيف العام              |
| 31 مايو 1998   | Paris–Roubaix Espoirs 1998                 | الفائز في التصنيف العام              |
| 01 يناير 1999  | رينجيريك جراند بريكس1999                   | الفائز في التصنيف العام              |
| 01 يناير 2000  | رينجيريك جراند بريكس 2000                  |                                      |
| 20 أبريل 2000  | جائزة دينين الكبرى 2000                    | الثاني في التصنيف العام              |
| 06 أغسطس 2000  | 2000 HEW Cyclassics                        | الخامس في التصنيف العام              |
| 01 أبريل 2001  | تور دو نورماندي 2001                       | الفائز في التصنيف العام              |
| 04 يونيو 2001  | Grand Prix de Villers-Cotterêts 2001       | التاسع في التصنيف العام              |
| 17 يونيو 2001  | طواف السويد 2001                           | الفائز في التصنيف العام              |
| 07 أكتوبر 2001 | باريس تورز 2001                            | الرابع في التصنيف العام              |
| 02 مارس 2002   | اوملوب هيت فولك 2002                       | المرتبة 18 في التصنيف العام          |
| 22 أغسطس 2003  | طواف ليموزين 2003                          |                                      |
| 07 سبتمبر 2003 | غروت بريجس جيف شيرنز 2003                  | الفائز في التصنيف العام              |
| 01 يناير 2004  | كأس فرنسا لركوب الدراجات على الطريق 2004   | الفائز في التصنيف العام              |
| 22 فبراير 2004 | Classic Haribo 2004                        | الفائز في التصنيف العام              |
| 15 أبريل 2004  | جائزة دينين الكبرى 2004                    | الفائز في التصنيف العام              |
| 18 أبريل 2004  | طواف فونديه 2004                           | الفائز في التصنيف العام              |
| 24 يوليو 2005  | سباق طواف فرنسا 2005                       | الأول في تصنيف النقاط                |
| 05 أبريل 2006  | غنت-وفلجم 2006                             | الفائز في التصنيف العام              |
| 21 مايو 2006   | فولتا كاتالونيا 2006                       | الأول في تصنيف النقاط                |
| 01 يوليو 2006  | سباق طواف فرنسا 2006، المرحلة 0            | متصدر الترتيب العام في نهاية المرحلة |
| 17 سبتمبر 2006 | طواف إسبانيا 2006                          | الأول في تصنيف النقاط                |
| 02 سبتمبر 2007 | جي بي واست-فرنسا 2007                      |                                      |
| 19 سبتمبر 2007 | جي بي دي والوني 2007                       |                                      |
| 16 مارس 2008   | باريس-نايس 2008                            | الأول في تصنيف النقاط                |
| 15 مارس 2009   | طواف نيوشبلاد 2009                         | الفائز في التصنيف العام              |
| 26 يوليو 2009  | سباق طواف فرنسا 2009                       | الأول في تصنيف النقاط                |
| 13 سبتمبر 2009 | طواف ميزوري 2009                           | الأول في تصنيف النقاط                |
| 07 نوفمبر 2009 | Amstel Curaçao Race 2009                   |                                      |
| 01 يناير 2010  | طواف أوقيانوسيا للدراجات 2009–10           |                                      |
| 01 يناير 2010  | سباق الطريق في بطولة العالم 2010           | الفائز في التصنيف العام              |
| 27 يوليو 2010  | 2010 Natourcriterium Roeselare             | الفائز في التصنيف العام              |
| 26 يوليو 2011  | 2011 Natourcriterium Roeselare             |                                      |
| 11 أغسطس 2013  | سباق النرويج 2013                          | الفائز في التصنيف العام              |

## وصلات خارجية
- الموقع الرسمي

## روابط خارجية
- تور هوسهوفد على موقع IMDb (الإنجليزية)

- تور هوسهوفد على موقع الاتحاد الدولي للدراجات (الإنجليزية)
- تور هوسهوفد على موقع أرشيف الدراجات (الإنجليزية)
- تور هوسهوفد على موقع إحصائيات الدراجات الإحترافية (الإنجليزية)
- تور هوسهوفد على موقع نسبة الدراجات (الإنجليزية)
- تور هوسهوفد على موقع CycleBase (الإنجليزية)
- تور هوسهوفد على موقع CyclingDatabase.com (مؤرشف) (الإنجليزية)
- تور هوسهوفد على موقع أوليمبيديا (الإنجليزية)